# A4 - Auto-estrada Transmontana
L'Autoestrada A4 (autopista A4) o Autoestrada Transmontana  és una autopista portuguesa, que connecta Matosinhos amb Quintanilha, continuant fins a la frontera amb Espanya, connectant les subregions Área Metropolitana do Porto, Tâmega e Sousa, Duero i Terras de Trás-os-Montes, pertanyents a la Regió Nord, amb una longitud total de 222,8 km.
A Matosinhos, l'autopista comença a l'est de la ciutat, amb una cruïlla amb l'A28, que es dirigeix cap al sud cap a Porto i cap al nord fins a Viana do Castelo. A Custóias, l'autopista connecta amb VRI, que es dirigeix cap al nord, amb l'aeroport Francisco Sá Carneiro.
A Águas Santas, l'autopista té una cruïlla amb l'A3, que es dirigeix cap al sud cap a Porto i cap al nord cap a Braga i Valença. Continuant cap a Valongo, l'autopista té una cruïlla amb l'A41, que es dirigeix cap al nord, cap a Maia, i cap al sud, cap a Espinho. Passant per Penafiel, l'autopista té una cruïlla amb l'A11, que es dirigeix cap al nord, cap a Guimarães i Esposende. Després de creuar el túnel de Marão, el túnel més gran de la península Ibèrica, i el viaducte de Corgo, un dels viaductes més grans d'Europa, l'autopista arriba a Vila Real, on té una cruïlla amb l'A24, que es dirigeix cap al sud, cap a Viseu, i cap al nord, cap a Chaves.
L'autopista correspon a l'antiga IP4 i el primer tram, que es va inaugurar com a autopista, va ser el 1990, entre Águas Santas i Valongo, amb una longitud de 10 km. Els trams a Penafiel es van inaugurar com a autopista el 1991, amb 17 km més, i a Amarante, el 1995, amb 22 km més de longitud. El tram d'Águas Santas a Matosinhos es va inaugurar el 2006, amb una longitud de 8 km. Els trams a Vila Real es van inaugurar entre 2010 i 2016, amb més de 30 km de longitud. El tram a Bragança es va inaugurar entre 2011 i 2013, amb 133 km més. La connexió amb Espanya es va obrir el 2009, amb 2 km més de longitud.
Ascendi i Brisa són les concessionàries de l'autopista, amb règim de telepeatge al voltant de la ciutat de Porto i peatges convencionals entre Porto i Amarante. Després, a Bragança, tot el viatge és gratuït des de l'1 de gener de 2025. Els preus del peatge per al trajecte complet de l'autopista són de 4,75 € per a la classe C1, 8,40 € per a la classe C2, 10,85 € per a la classe C3 i 12,05 € per a la classe C4.
L'autopista forma part de la carretera europea 82.